# ترافيس هيل
ترافيس هيل (بالإنجليزية: Travis Hill)‏ هو لاعب كرة قدم أمريكية أمريكي، ولد في 3 أكتوبر 1969 في تكساس سيتي في الولايات المتحدة، وتوفي في 28 مارس 2018.

## وصلات خارجية
- ترافيس هيل على موقع مرجع كرة القدم المحترفة.كوم (الإنجليزية)